# Christine O'Donnell
Christine Therese O'Donnell, född 27 augusti 1969 i Philadelphia, är en amerikansk politiker och tidigare kandidat för republikanska partiet. Hon är nu verksam inom Tea Party-rörelsen och mest uppmärksammad för en kampanj mot onani, Saviour's Alliance for Lifting the Truth  samt för en reklamfilm från 2010 i vilken hon för att förbättra sina chanser att bli invald i senaten förklarade att hon inte var en häxa. Bakgrunden till den sistnämnda var att en teveprogramledare helt kort före ett val hade grävt fram en inspelning från 1990-talet där O'Donnell sade sig ha "testat lite häxkonster".